# Sulpicia die Jüngere
Sulpicia die Jüngere war eine römische Dichterin zur Zeit des Kaisers Domitian (81–96).
Sie wird von Martial gelobt (X 35 und 38), der sie mit Sappho als Modell weiblicher Hingebung vergleicht. Sie schrieb einen Gedichtband, in dem sie mit bemerkenswerter Freiheit in der Sprache die Methoden beschreibt, die sie anwandte, um sich die Zuneigung ihres Ehemanns Calenus zu erhalten.
Ein erhaltenes Gedicht aus 70 Hexametern trägt ebenfalls ihren Namen. Es hat die Form eines Dialogs zwischen Sulpicia und der Muse Kalliope und ist hauptsächlich ein Protest gegen die Verbannung der Philosophen durch das Edikt Domitians aus dem Jahr 94, die sie als Schritt zurück in die Barbarei sieht. Gleichzeitig drückt Sulpicia die Hoffnung aus, dass Calenus keinen Schaden nehmen werde. Die Muse beruhigt sie und prophezeit den Sturz des Tyrannen.
Heute besteht weitgehende Übereinstimmung, dass dieses Gedicht (das Manuskript wurde 1493 in der Abtei Bobbio gefunden, war aber lange verschollen) nicht von Sulpicia stammt, sondern viel später entstanden ist, vielleicht im 5. Jahrhundert; nach anderer Ansicht ist es sogar eine Produktion des 15. Jahrhunderts und nicht einmal mit dem in Bobbio gefundenen Gedicht identisch.